# Sarmiento (Chubut)
Sarmiento (antiguamente Colonia Sarmiento) es una localidad del sur de la provincia del Chubut, en la Patagonia argentina, cabecera del departamento homónimo. El conglomerado urbano se sitúa a 156 km de Comodoro Rivadavia en dirección oeste, Sarmiento se halla enclavada en el valle del río Senguer que interrumpe la estepa y ofrece un vasto oasis en media de la árida meseta patagónica.

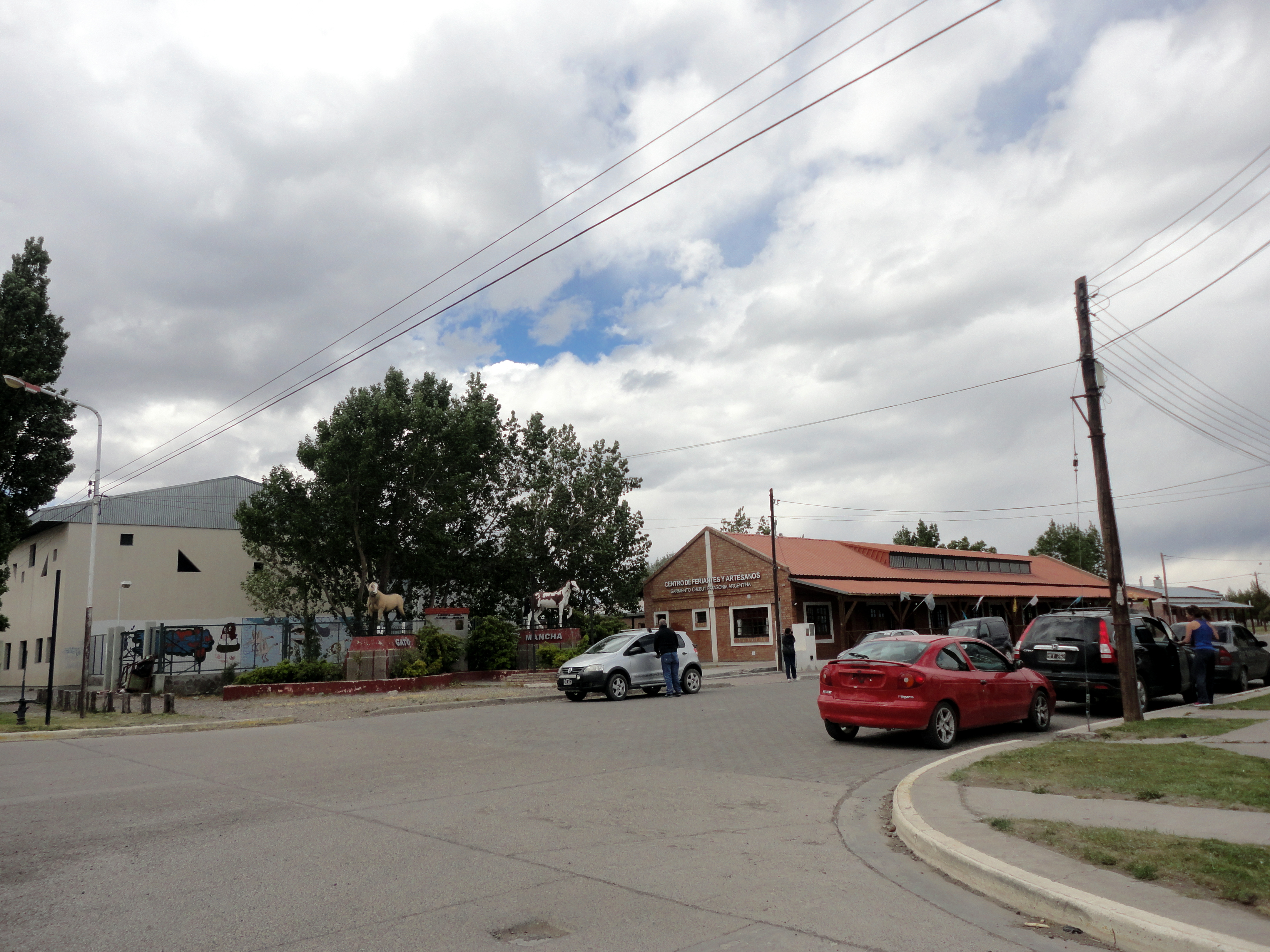
Centro de artesanos de Sarmiento

## Historia
La fundación se dio el 21 de junio de 1897, cuando el entonces presidente de la nación, José Evaristo Uriburu, firmó el decreto de dejó oficialmente creada “La Colonia Pastoril Sarmiento”.
El 30 de septiembre de ese mismo año, se concreta el arribo de las ocho primeras familias de inmigrantes a la colonia: 5 galesas, 2 polacas y una lituana. Para su asentamiento el poblador originario Desiderio Torres fue fundamental para ayudar a asentar a los colonos y brindar ayuda para lo desafíos de la tierra nueva. Desiderio había recorrido la zona desde 1880 y para 1881 ya se había asentado sobre la desembocadura del río Senguerr próxima al  lago Musters. En 1888 se informa que la primera casa de material de adobe fue levantada y que en el sector vivían 5 familias tehuelches en sus rústicos toldos. De este modo la primera casa se levantó en frente del toldo que habitaba Desiderio sobre el margen del Senguer. El pueblo inició su historia moderna con la llegada de familias de colonos galeses, provenientes del valle inferior del río Chubut. Estos fueron impulsados por la clara visión expedicionista del italiano Francisco Pietrobelli. Gracias al intenso flujo migratorio Sarmiento se volvió  crisol de etnias, compuesto en ese momento por colectividades y pobladores indígenas que habitaban el territorio anteriormente. Con el correr de los años, argentinos oriundos de diferentes provincias del país, se asentaron en el valle. Además, desde que en 1902 empezaron a arribar colonos bóers con gran número de familias  hacia estos puntos. Las actividades productivas se concentraron en la cría de ganado ovino y en proveer de productos agrícolas al pueblo de Comodoro Rivadavia.
En 1914 fueron  inauguradas las instalaciones del ferrocarril. La estación Sarmiento pasó a ser punta de riel del Ferrocarril de Comodoro Rivadavia a Colonia Sarmiento. Gracias a esto toda su producción pasó de forma sostenida y rápida la puerto de Comodoro Rivadavia. Sumado a que fue posible también la recepción de mercaderías y bienes de capital. La estación se constituyó un símbolo de encuentros y despedidas. Lamentablemente, dejó de funcionar definitivamente en 1973 y para 1977 definitivamente clausurada. En el año 1994 un fatal incendio dejó solo cenizas de aquel significativo lugar. No obstante fue reconstruido en su totalidad, conservando su forma y fachada original. Finalmente, fue reinaugurado como sede definitiva del Museo Desiderio Torres.

## Población
Según el censo de 2010 contó con 11 124 habitantes (Indec, 2010). En tanto la composición de la población fue de 5.730 varones y 5.394 mujeres índice de masculinidad del 106.23%. Esta cifra representa un incremento del 35,25% frente a los 8,292 habitantes (Indec, 2001) del censo anterior. Con dicha magnitud Sarmiento se sitúa como la 6.ª localidad más poblada de Chubut. También se contabilizaron 3.709 viviendas, un notorio incremento frente a las 2.227 del censo anterior.Sarmiento aglomera dentro de su ejido municipal a la pequeña localidad de Colhué Huapi a casi 20 kilómetros. La misma se emplaza al sur del ejido municipal y es tratada como barrio en la zona de chacras.
Tras el censo 2022 el municipio mantuvo su mismo ritmo creciente de pobladores y viviendas con 14.289 habitantes 5.527 viviendas. Se ubicó como la sexta más poblada de la provincia y la segunda de la zona sur provincial. Sin embargo, sin considerar localidades y población rural dispersa que el extenso municipio sarmientino aglomera; la población concentrada exclusivamente en Sarmiento como unidad rondaría los 13.892.
| Gráfica de evolución demográfica de Sarmiento entre 1991 y 2022 |
|                                                                 |
| Fuente: Censos nacionales del INDEC                             |

## Geografía
Sarmiento está ubicada al sur de la provincia de Chubut, en la meseta patagónica. Entre el lago Musters y la laguna Colhué Huapi, forma parte de un valle en el que es posible el cultivo de frutas finas (cerezas, frambuesas, etc.). El clima es frío, árido y continental. El promedio de enero es de alrededor de 19 °C, con máxima extrema de 35 °C. En julio las temperaturas promedian los 0 °C, si bien se han alcanzado hasta -33 °C (en junio de 1907), pero este valor no es habitual. En general durante los días más crudos del invierno las temperaturas bajan hasta -22 °C.
| Parámetros climáticos promedio de Sarmiento, Chubut (1941-1950)           | Parámetros climáticos promedio de Sarmiento, Chubut (1941-1950) | Parámetros climáticos promedio de Sarmiento, Chubut (1941-1950) | Parámetros climáticos promedio de Sarmiento, Chubut (1941-1950) | Parámetros climáticos promedio de Sarmiento, Chubut (1941-1950) | Parámetros climáticos promedio de Sarmiento, Chubut (1941-1950) | Parámetros climáticos promedio de Sarmiento, Chubut (1941-1950) | Parámetros climáticos promedio de Sarmiento, Chubut (1941-1950) | Parámetros climáticos promedio de Sarmiento, Chubut (1941-1950) | Parámetros climáticos promedio de Sarmiento, Chubut (1941-1950) | Parámetros climáticos promedio de Sarmiento, Chubut (1941-1950) | Parámetros climáticos promedio de Sarmiento, Chubut (1941-1950) | Parámetros climáticos promedio de Sarmiento, Chubut (1941-1950) | Parámetros climáticos promedio de Sarmiento, Chubut (1941-1950) |
| Mes                                                                       | Ene.                                                            | Feb.                                                            | Mar.                                                            | Abr.                                                            | May.                                                            | Jun.                                                            | Jul.                                                            | Ago.                                                            | Sep.                                                            | Oct.                                                            | Nov.                                                            | Dic.                                                            | Anual                                                           |
| ------------------------------------------------------------------------- | --------------------------------------------------------------- | --------------------------------------------------------------- | --------------------------------------------------------------- | --------------------------------------------------------------- | --------------------------------------------------------------- | --------------------------------------------------------------- | --------------------------------------------------------------- | --------------------------------------------------------------- | --------------------------------------------------------------- | --------------------------------------------------------------- | --------------------------------------------------------------- | --------------------------------------------------------------- | --------------------------------------------------------------- |
| Temp. máx. abs. (°C)                                                      | 37.6                                                            | 36.7                                                            | 33.4                                                            | 26.8                                                            | 22.0                                                            | 20.0                                                            | 16.5                                                            | 19.7                                                            | 23.3                                                            | 29.0                                                            | 32.0                                                            | 35.8                                                            | 37.6                                                            |
| Temp. máx. media (°C)                                                     | 25.3                                                            | 24.4                                                            | 21.5                                                            | 17.3                                                            | 12.0                                                            | 9.0                                                             | 8.8                                                             | 10.4                                                            | 14.2                                                            | 18.8                                                            | 21.2                                                            | 23.8                                                            | 17.2                                                            |
| Temp. media (°C)                                                          | 17.8                                                            | 16.8                                                            | 14.2                                                            | 11.0                                                            | 7.3                                                             | 4.7                                                             | 4.1                                                             | 5.0                                                             | 8.1                                                             | 12.0                                                            | 14.1                                                            | 16.4                                                            | 11.0                                                            |
| Temp. mín. media (°C)                                                     | 11.6                                                            | 10.8                                                            | 8.8                                                             | 5.9                                                             | 3.2                                                             | 1.0                                                             | 0.2                                                             | 0.6                                                             | 3.1                                                             | 6.4                                                             | 8.4                                                             | 10.5                                                            | 5.9                                                             |
| Temp. mín. abs. (°C)                                                      | 1.5                                                             | 0.0                                                             | -2.0                                                            | -5.8                                                            | -12.4                                                           | -32.8                                                           | −19.0                                                           | -10.7                                                           | -6.9                                                            | -3.8                                                            | -1.0                                                            | 2.2                                                             | -32.8                                                           |
| Precipitación total (mm)                                                  | 12                                                              | 11                                                              | 19                                                              | 15                                                              | 28                                                              | 14                                                              | 24                                                              | 14                                                              | 14                                                              | 5                                                               | 18                                                              | 9                                                               | 183                                                             |
| Horas de sol                                                              | 270                                                             | 232                                                             | 214                                                             | 171                                                             | 133                                                             | 99                                                              | 121                                                             | 171                                                             | 183                                                             | 226                                                             | 234                                                             | 260                                                             | 2314                                                            |
| Humedad relativa (%)                                                      | 42                                                              | 43                                                              | 47                                                              | 56                                                              | 65                                                              | 71                                                              | 69                                                              | 61                                                              | 52                                                              | 44                                                              | 41                                                              | 38                                                              | 52.4                                                            |
| Fuente n.º 1: Sistema de Clasificación Bioclimática Mundial               |                                                                 |                                                                 |                                                                 |                                                                 |                                                                 |                                                                 |                                                                 |                                                                 |                                                                 |                                                                 |                                                                 |                                                                 |                                                                 |
| Fuente n.º 2: Danish Meteorological Institute (sun and relative humidity) |                                                                 |                                                                 |                                                                 |                                                                 |                                                                 |                                                                 |                                                                 |                                                                 |                                                                 |                                                                 |                                                                 |                                                                 |                                                                 |

## Economía

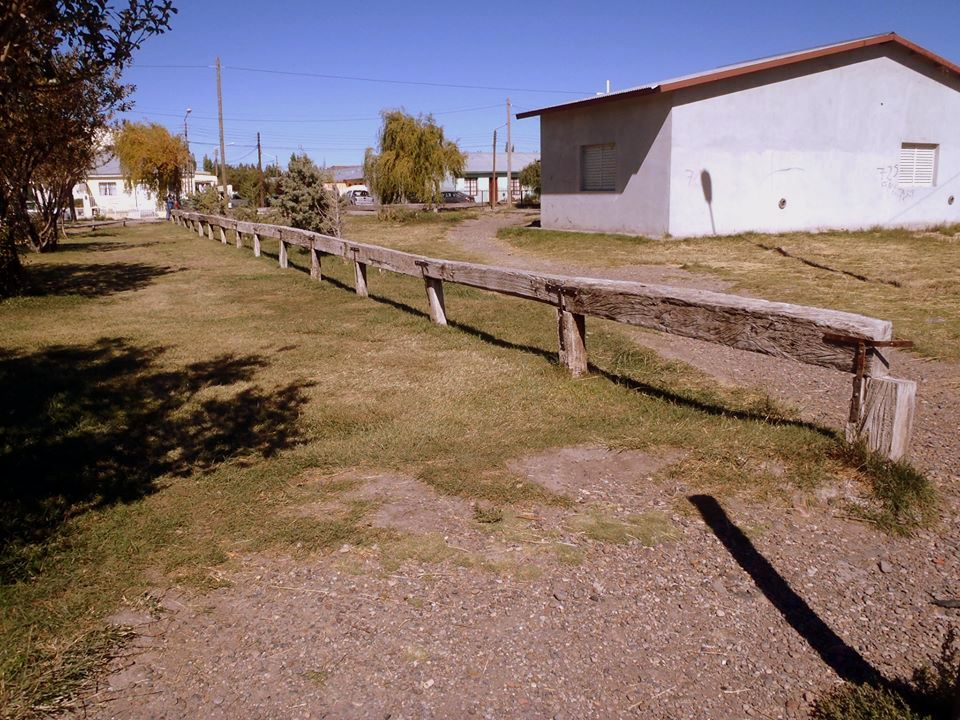
Viviendas en torno a una plaza construida con restos ferroviarios

Su ubicación es estratégica, ya que se halla en una zona oasis de la Meseta patagónica. La población de esta zona fértil se emplaza sobre el valle de Sarmiento. En el pasado fue capaz de abastecer, por medio del ferrocarril de Comodoro Rivadavia, a la creciente población de Comodoro Rivadavia que necesitaban comestibles y materias primas. Esto aseguraba más tráfico general que el que había sobre la línea de Puerto Deseado a Colonia Las Heras. Gracias al ferrocarril la zona experimentó un gran desarrollo y comercio que acabó en los años 1970 cuando el ferrocarril entra en decadencia rápida y no es rentable el viaje a Sarmiento.
A pesar de la desaparición del ferrocarril Sarmiento continuó la venta de sus productos hacia Comodoro. Esto fue posible por medio el transporte automotor que arribaban la producción sarmientina a los grandes mercados de consumo Regional y Comunitario que funcionaban en el centro comodorense. Gracias a estos centros de ventas, que funcionaron hasta medidos de los noventa, fue posible vender: leche, yogur, verduras y frutas. Luego de la desaparición de estos centros de consumo la ciudad  de Comodoro Rivadavia no volvió a recibir la producción del valle de Sarmiento en forma masiva y constante. En cambio, hoy son recibidos en el actual mercado comunitario por temporadas de modo más reducido y con una fuerte competencia de los productos del norte.

### Agricultura y ganadería
Sarmiento desde su función como su nombre original lo indicaba era una notable colonia pastoril que nació como proyecto de colonización agropecuaria, en 1897. Así, el 21 de junio de 1897, el entonces Presidente de la Nación, José Evaristo Uriburú, firmó el decreto a través del cual queda oficialmente creada “La Colonia Pastoril Sarmiento”. El 30 de septiembre de ese mismo año, se concreta el arribo de las ocho primeras familias de inmigrantes a la Colonia Pastoril Sarmiento: 5 galesas, 2 polacas y una lituana.
Ayudada por la cercanía a la pujante Comodoro y al ser punta de riel del ferrocarril que la sirvió desde 1914 pudo abastecer a Comodoro. Se destacó como productora de alfalfa, hortalizas, verduras, manzanas, cerezas, frambuesas y lácteos, que se consumían en Comodoro Rivadavia. No obstante, la pavimentación de la ruta nacional 3 agilizó el ingreso, a su principal comprado, de mercaderías por tierra desde el norte a precios más competitivos. De este modo se destruyó la producción regional. Según los vecinos fue una desidia y una falta de organización de los productores junto con la inacción de los gobernantes.
Hoy al ser la localidad un oasis tiene mantiene una producción agrícola (frutihortícola) y ganadera propia que le permite satisfacer parte de la demanda local y en 2010 volvió a encarar la producción lechera restringida desde 1985 el ganado bovino lechero representaba un núcleo importante, en años sucesivos se fue debilitando.

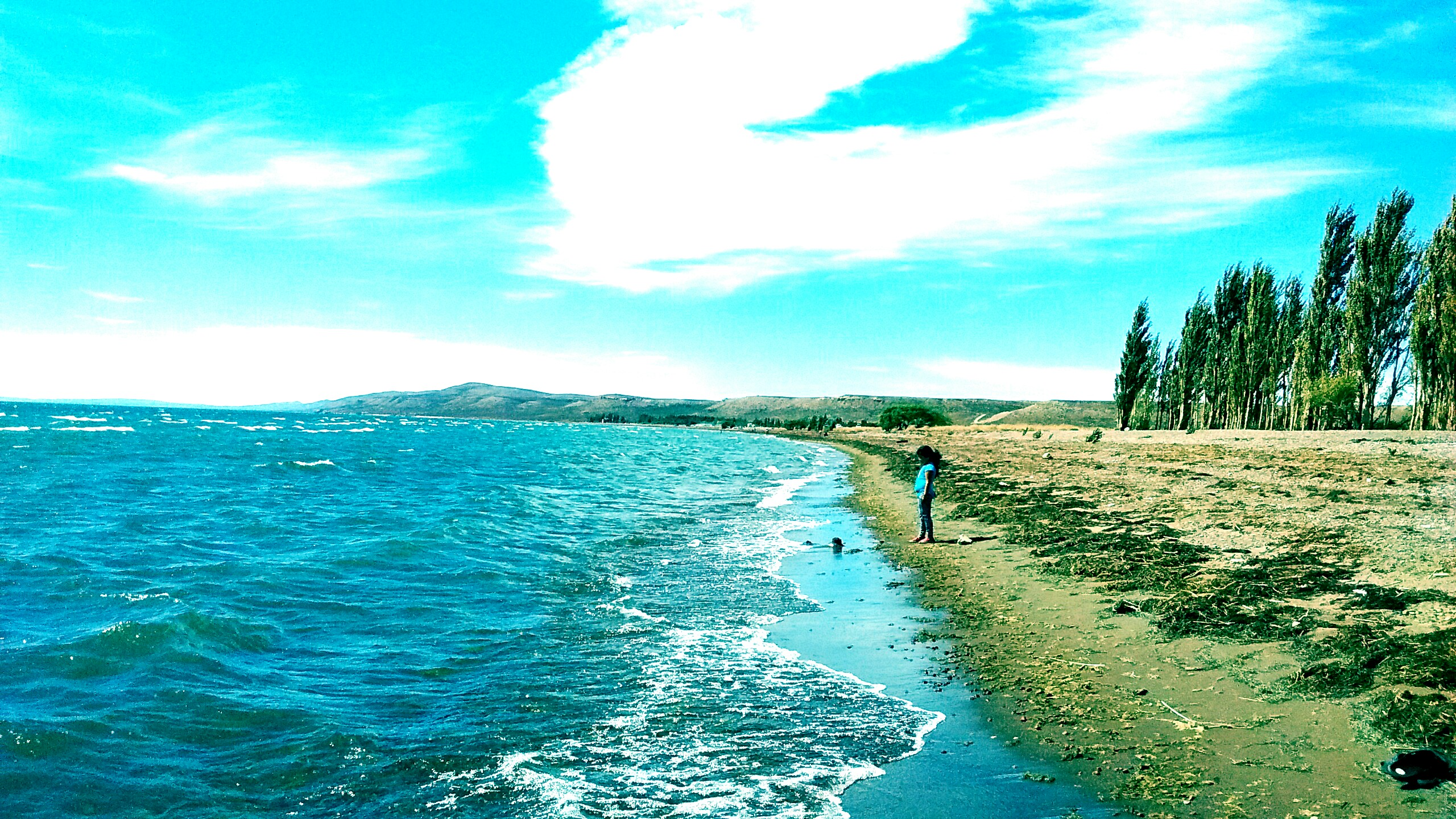
Costa de arena fina con oleaje producido por el viento

La planta pasteurizadora tendrá un nivel de producción cercano a los 1000 litros diarios, de comercialización interna. La leche es de corta vida para consumirla en 72 horas, es decir completamente natural. También, se hallan productores queseros y se da la elaboración de yogur artesanal comercializándose como “Colonia Sarmiento”.
Actualmente Sarmiento cuenta con 42.000 hectáreas de valle fértil, repartidas en 150 explotaciones agropecuarias y el proyecto de convertirse en destino turístico prioritario de la Patagonia central.

### Truchas
También existe una planta generadora de alevines de trucha arco iris, para aumentar la población de la especie dentro del lago Musters, apostando a la pesca artesanal y deportiva.

## Gobierno
Acorde al sistema federal de gobierno argentino, el gobierno se divide en tres poderes: Ejecutivo, Legislativo y Judicial
El ejecutivo lo ejerce el intendente municipal elegido en elecciones cada 4 años. Y el Concejo Deliberante se encarga del Poder Legislativo.
Por su parte el gobierno nacional tiene asentadas unidades de defensa en la localidad. Son pertenecientes al Ejército Argentino
| Unidades de la Guarnición Militar Sarmiento | Sigla     |
| ------------------------------------------- | --------- |
| Regimiento de Infantería Mecanizado 25      | RI Mec 25 |
| Grupo de Artillería Blindado 9              | GA Bl 9   |

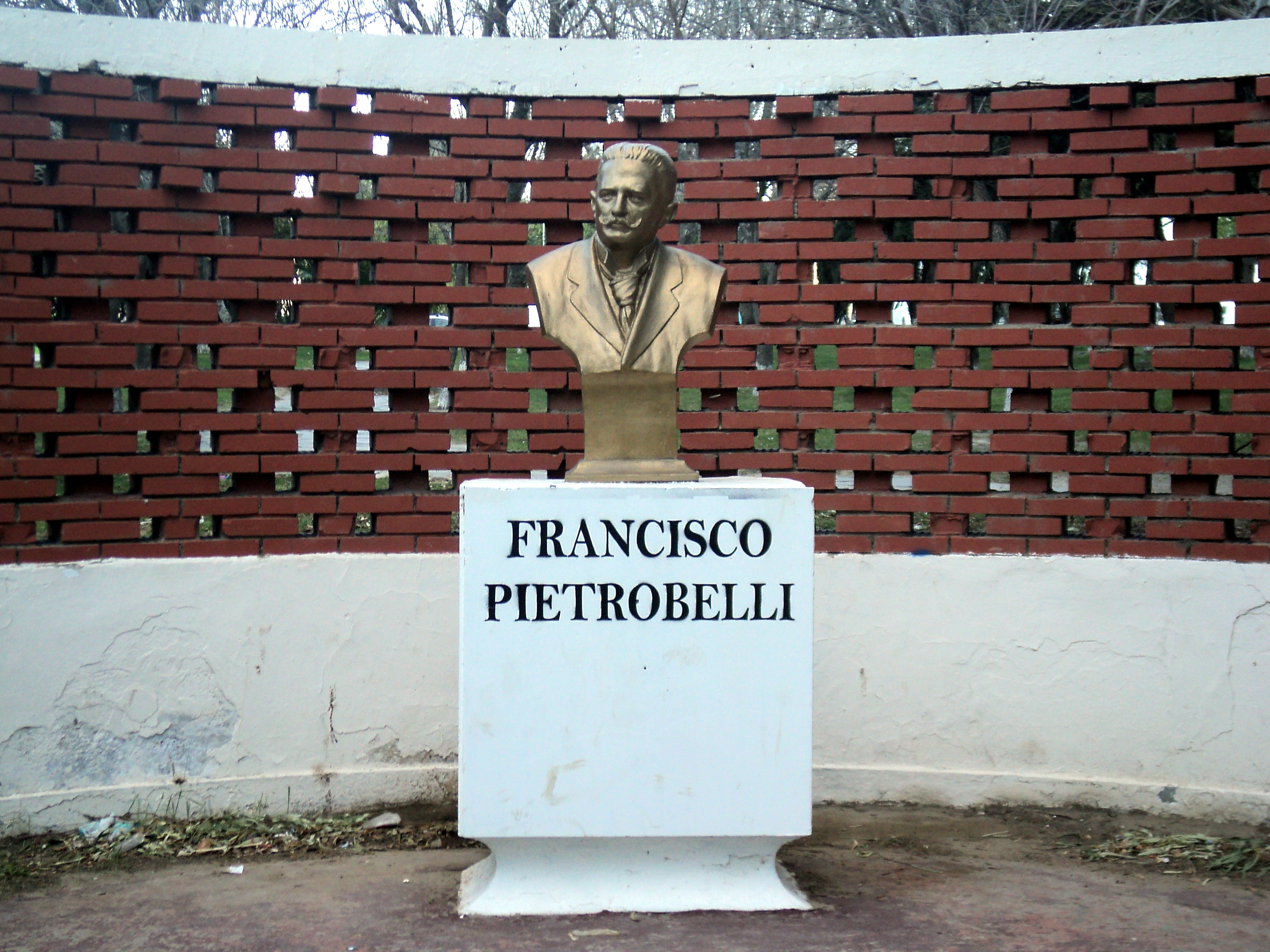
Monumento en la ciudad de Comodoro a su fundador

Y el gobierno provincial se encarga de garantizar la seguridad mediante el despliegue de la policía del Chubut que cuenta con una comisaría y personal permanente.
Del poder Judicial se encarga un juzgado de Paz que se encarga de los litigios menores entre los ciudadanos, una oficina judicial que representa a la Justicia Penal y tiene asiento en la localidad un Juzgado Civil, Comercial, Laboral, Rural y de Minería.

## Cultura

### Festival de doma y folclore
Es el festival más grande de la Patagonia. Se realiza desde 1970. A él concurren miles de personas año tras año para disfrutar de la doma, números musicales, asado criollo, stands y muchas cosas más. Fue declarado de interés provincial.

### Turismo

#### Bosque petrificado
El Bosque petrificado Sarmiento se organizó como atractivo natural turístico a partir de 1970, está ubicado a 28 km de la localidad de Sarmiento y contiene una gran riqueza paleobotánica conformada por grandes troncos de coníferas del antiguo bosque que cubría la estepa actual. El área se emplaza en lo que fue el antiguo lecho marino, creándose un paisaje lunar con gran diversidad de colores, generando un marco espectacular al valioso atractivo que contiene.
La impresión que causa observar estos gigantes ayer orgánicos, hoy inorgánicos, genera una emoción indescriptible y por lo tanto no escapa al impacto tan especial que produce ver un sitio con tesoros de arqueología o paleontología, que hablan demandando su cuidado, demostrando que la conciencia del humano debe primar sobre la ignorancia.
Dado que la red vial central de la provincia tiene un sentido circular y el Bosque Petrificado Sarmiento se ubica en el centrosur de la misma se puede acceder desde el este, desde Comodoro Rivadavia, o por el oeste desde Esquel. Por el este a través de la RN 26 y luego la RP 20 y hacia el oeste por esta última conectando con la RN 40. El área posee centro de visitantes y sendero natural de 2400m (ida y vuelta) en el que se puede observar vestigios de flora y fauna de los períodos Mesozoico (Cretácico) y Cenozoico (Terciario Inferior y Cuaternario). Además, se cuenta con un circuito autoguiado que contiene diferentes miradores desde donde se disfruta de la belleza panorámica del área y las distintas formaciones rocosas policromas, erosiones con formas exóticas, grandes montañas y volcanes, entre otros.
El parque es promovido en Comodoro Rivadavia desde donde se organizan gran parte de las visitas.

#### Parque Temático Paleontológico “Valle de los Gigantes”
Se erige en un predio situado a 200 m de la oficina de información turística, en el cual se exponen réplicas de dinosaurios, realizados a tamaño natural y esculpido con sumo rigor científico. La propuesta de este parque temático es dar a conocer 16 esculturas de 9 especies diferentes realizadas en tamaño real, diseñadas a base de fósiles que se encontraron en la localidad de Sarmiento y en la región a lo largo del tiempo. Las mismas son explicadas mediante una visita guiada.

#### Expedición al Túnel de Sarasola
Se trata de un túnel natural (colada basáltica) de 400 m de recorrido (con galerías y ramificaciones) ingresando a las entrañas misma de la tierra.

#### Expedición al alero de Arte Rupestre
Partiendo de la oficina de turismo y con la asistencia de un guía baqueano se recorren 55 km por ruta asfaltada y 2000 m de tracking. Un pintoresco camino hasta llegar al alero de Arte Rupestre, vestigio de arte pámpido con una edad aproximada de 10 milenios.
La importancia del Alero queda indicada por la variedad de representaciones rupestres, por constituir el punto más septentrional de expansión del sitio de negativos y por estar localizado en un área de contacto entre las tradiciones culturales de la Patagonia Meridional y Septentrional. La secuencia de Arte Rupestre del sitio comprende cinco grupos de manifestaciones a partir del más antiguo: manos negativas estarcidas; grabados de pisadas y manos negativas con halo; grecas y grabados fino; y miniaturas geométricas.

#### Lago Musters y río Senguer
Este inmenso lago patagónico con 450 km² y una profundidad de 40 a 50 m, conforma junto al Lago Colhué Huapi, la cuenca lacustre ubicada a 45°30′ latitud sur y 60° longitud Oeste, los dos espejos de agua reciben el aporte del Río Senguerr proveniente del Lago Fontana (sobre la Cordillera de los Andes), su altitud es de 271 m s. n. m. El río es otro atractivo en el cual se puede realizar pesca deportiva, disfrutar de los campamentos y diversas actividades en sus costas. También, se realiza kayaskismo, con un interesante recorrido a través del cual se desciende por el río Senguer hasta el lago Musters, generalmente en los meses de primavera-verano (septiembre a marzo).

### Agroturismo
El agroturismo viene siendo impulsado por la municipalidad que ofrece recorridos guiados por guías por las diferentes chacras que rodean la ciudad. Actualmente, se encuentra operativa la chacra "Los Cypreses". En ella se pueden apreciar la producción frutihortícola y ganadera, entre otras actividades del turismo rural o agroturismo. Cada grupo está integrado entre 10 y 15 personas.

### Museos

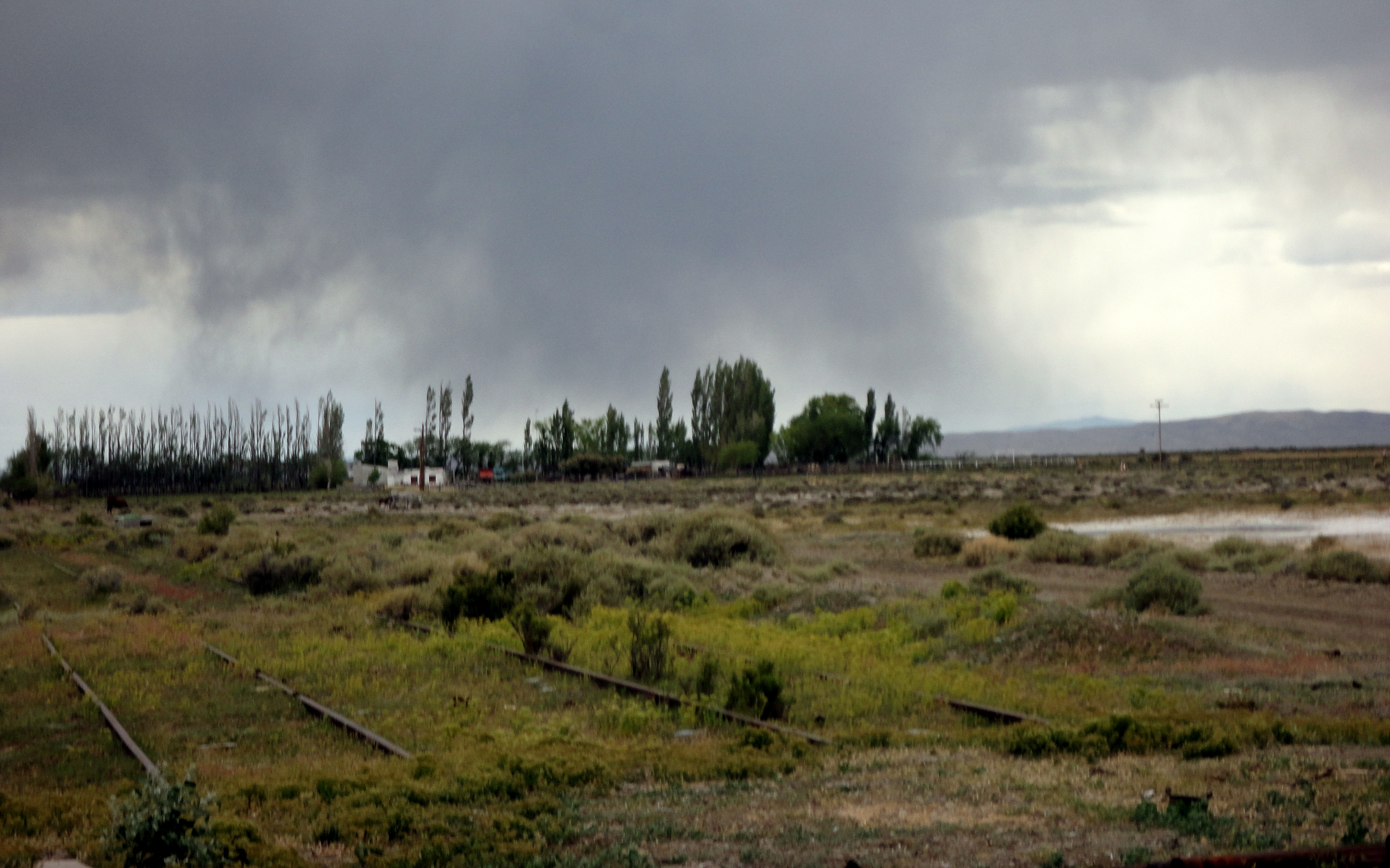
El paraje Colhue Huapi en el ingreso a Sarmiento

El Museo Regional Desiderio Torres se encuentra ubicado en el edificio de la vieja estación del ferrocarril, dentro del denominado complejo Valle de los Gigantes. En su interior se atesoran y resguardan importantes testimonios de la cultura Tehuelche y Mapuche que habitaron el valle de Sarmiento.
En la Sala Histórica de Malvinas se atesoran elementos tales como armas, municiones, uniformes, documentos y fotografías de la gesta de Malvinas.

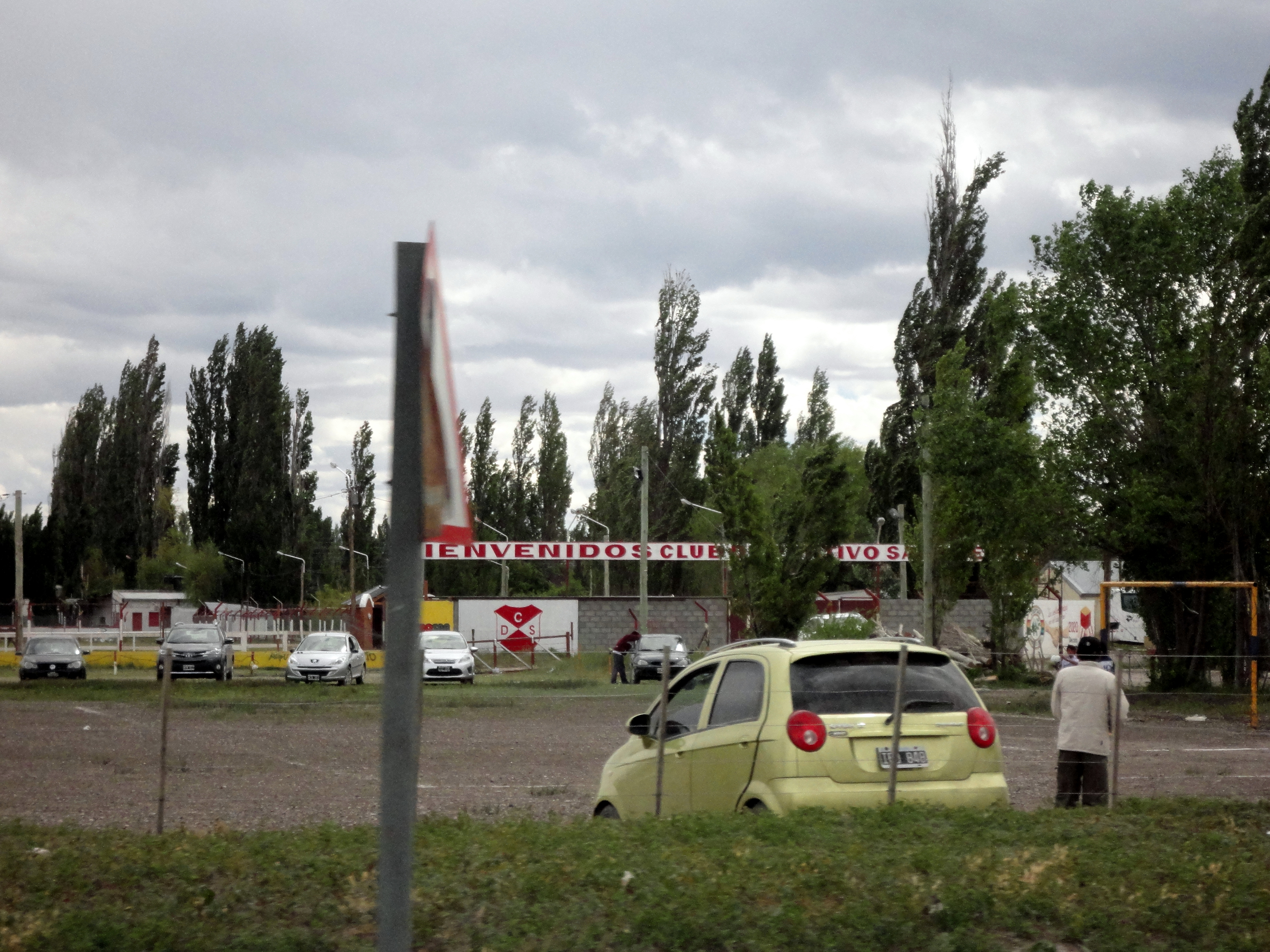
Club Deportivo Sarmiento

## Deportes
La ciudad de los lagos cuenta con el club Deportivo Sarmiento. Nacido el 29 de septiembre de 1929, con su trayectoria de 84 años el club está dedicado a la disciplina del fútbol y además posee una escuela de balonmano que agrupa a 150 niños aproximadamente, que se incorporan a partir de los 5 años. En los últimos años gracias a aportes propios y de la provincia pudo modernizar sus instalaciones conforme los requerimientos de la AFA.
Milita en la primera división de la liga de fútbol de Comodoro Rivadavia, siendo uno de los equipos más competitivos.

## Educación
La tradición agropecuaria de la zona hizo que Sarmiento obtuviera una sede de la UNPSJB. A través de la facultad de Ciencias Naturales se acordó la apertura de la carrera de Técnico en Producción Agropecuaria para responder a la demanda de mejoría en la producción e inserción de jóvenes. La apertura de la carrera se logró gracias a arduas negociaciones de autoridades educativas y políticas con el rector de la universidad que excedieron los 3 años, pero que a fines de 2011 vieron su fruto. El dictado de clases se lleva a cabo en la escuela agrotécnica de la ciudad de los lagos y cuenta con financiamiento del Plan Estratégico Agroalimentario Agroindustrial, Participativo y Federal (PEA2), que impulsan el Ministerio de Agricultura, Ganadería y Pesca de la Nación y la Secretaría de Políticas Universitarias.
Desde 2022 se dicta la tecnicatura en Producción Agropecuaria por iniciativa de la Facultad de Ciencias Naturales de la Universidad Nacional de la Patagonia San Juan Bosco. Cuenta con financiación de la Secretaría de Políticas Universitarias y fue presentada en el marco del Plan Estratégico Agroalimentario Agroindustrial, Participativo y Federal, que impulsa el Ministerio de Agricultura, Ganadería y Pesca de la Nación.

## Religión

### Parroquias de la Iglesia católica en Sarmiento

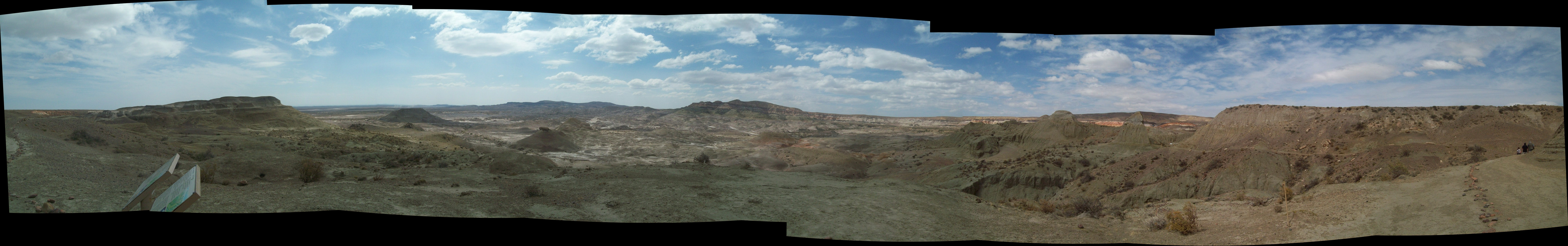
Valle de la luna (parque bosque petrificado Sarmiento)

|           |                               |
| Diócesis  | Comodoro Rivadavia            |
| Parroquia | Santa Teresita del Niño Jesús |
| Capilla   | Nuestra Señora del Rosario    |
| Capilla   | San Juan Bosco                |
| Capilla   | Santa Rita                    |
| Capilla   | San Juan Bautista             |